# Union fasciste de la jeunesse
L'union fasciste de la jeunesse (russe : Союз Фашистской Молодёжи, Soyuz Fashistskoy Molodyozhi) est l'organisation de jeunesse du parti fasciste russe. Fondée en 1936 à Harbin au Mandchoukouo, l'union est composée de tous les membres du parti âgés de 16 à 25 ans.
L'idéologie et les tactiques de l'union sont entièrement déterminées par celles du parti. 
L'admission à l'union est automatique : tous les membres de l'âge approprié, garçons et filles,
L'union est divisée en deux groupes, junior et senior, chacun ayant deux niveaux, un second (la jeunesse fasciste) et un premier (Avangardisty). Les membres doivent passer des examens pour avancer dans la hiérarchie de l'union. Ceux qui réussissent le second examen sont enrôlés dans l'académie fasciste Stolypine.
L'union a des cercles culturels, éducatif, théâtraux et philosophiques, ainsi que des écoles de couture et de langues étrangères. Les sections militaires et politiques sont les plus importantes. Des unités structurelles de l'union sont des branches du département du parti fasciste russe. Le dirigeant de l'union est nommé par le dirigeant du parti et les dirigeants subalternes sont nommés pas le dirigeant de l'union.